# Grete Walter
Margarete „Grete“ Walter (* 22. Februar 1913 in Berlin-Neukölln; † 21. Oktober 1935 in Berlin-Kreuzberg) war eine deutsche Widerstandskämpferin gegen den Nationalsozialismus.

## Leben

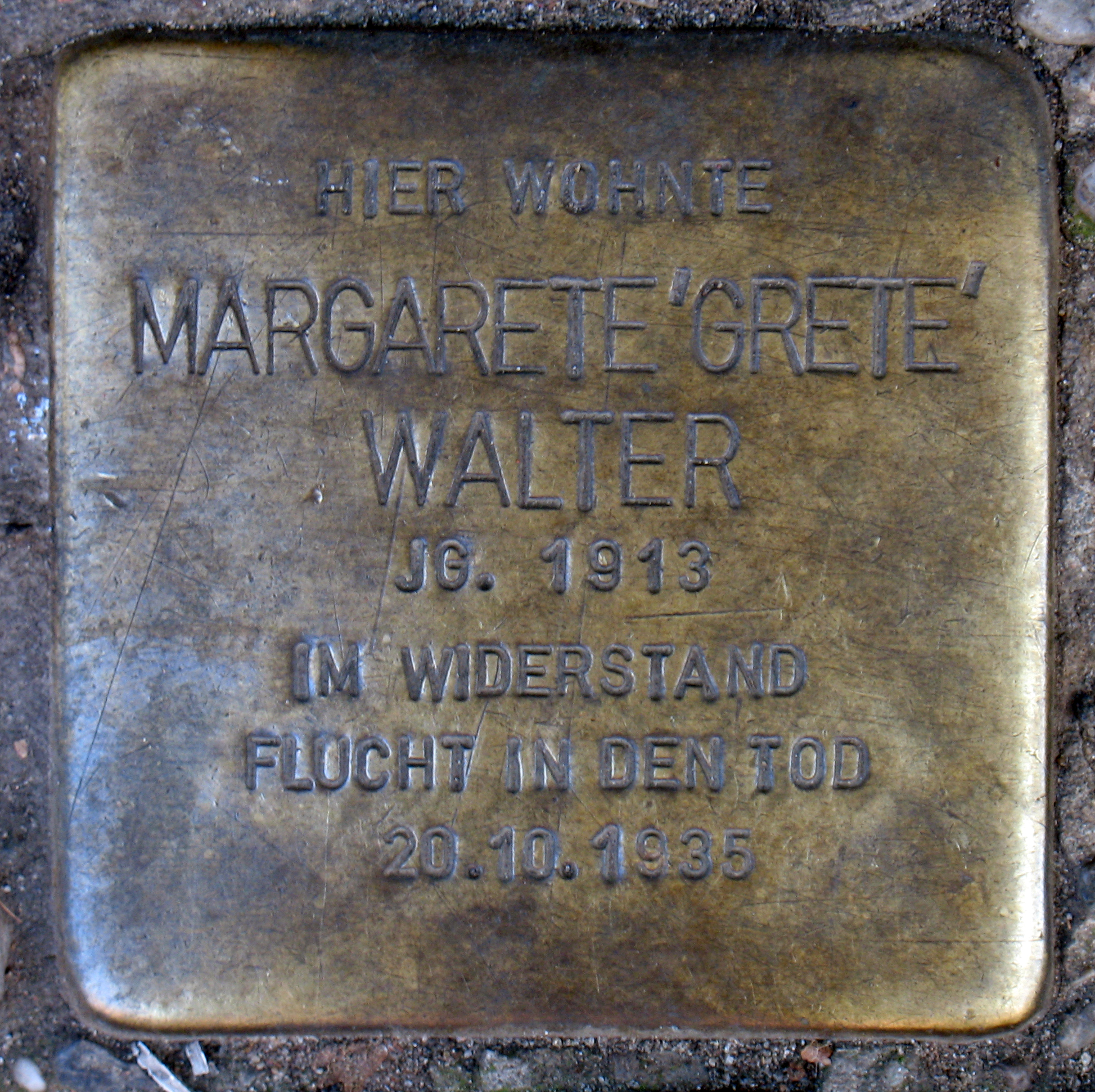
Stolperstein am Haus Fuldastraße 12, in Berlin-Neukölln

Margarete Walter wurde in Berlin als eine von drei Töchtern eines Kutschers geboren, ihre Mutter arbeitete als Dienstmädchen. Später erwarben ihre Eltern eine kleine Abmelkstation. Nach dem Abschluss der Handelsschule arbeitete sie als Verkäuferin und Kontoristin. 1928 trat sie dem KJVD, 1930 der KPD bei. Ihren Beitritt zum KJVD musste sie ihrer Familie verheimlichen, da ihr Vater als Eigentümer völlig andere politische Vorstellungen hatte. Walter besuchte Kurse der Marxistischen Arbeiterbildung und übernahm die Leitung einer KJVD-Jugendgruppe in Berlin-Neukölln. Hier engagierte sie sich besonders in der kommunistischen Kinderbewegung. Nach dem Abschluss der Handelsschule nahm sie eine Tätigkeit als kaufmännische Angestellte bei der Firma Kathreiner an. Sie nahm an den Treffen der kommunistischen Betriebsgruppe teil und übernahm die Redaktion der KPD-Werkszeitung Die Kathreiner Mühle. Als ihre politischen Aktivitäten der Firmenleitung bekannt wurden, wurde sie entlassen und beim Unternehmerverband auf die Schwarze Liste gesetzt, so dass sie längere Zeit arbeitslos blieb.
Ab 1930 studierte sie auf Weisung des ZK des KJVD an der Internationalen Lenin-Schule der Komintern in Moskau. Nach ihrer Rückkehr wurde sie Mitglied der KJVD-Unterbezirksleitung Berlin-Neukölln und arbeitete für deren Sekretariat. Walter übernahm die Betreuung der kommunistischen Kinderbewegung im Bezirk als Leiterin der Roten Jungpioniere. Anfang 1933 wurde sie in das ZK des KJVD gewählt.
1932 war Margarete Walter maßgeblich daran beteiligt, dass sich junge Sozialdemokraten und Kommunisten gemeinsam den SA-Schlägertrupps entgegenstellten. Sie konnten größeren Einfluss der Faschisten auf die Masse der Jugendlichen in Neukölln verhindern. Margaretes antifaschistische Haltung und ihr entschlossenes Auftreten waren nicht nur bei Freunden, sondern auch bei ihren Gegnern bekannt. Sie gehörte nach dem Reichstagsbrand in der Nacht zum 28. Februar 1933 zu den ersten Frauen in Berlin, die verhaftet wurden. Trotz der demütigenden, mit Prügel und Folter einhergehenden Verhöre sagte sie nichts aus.
Nach ihrer Entlassung aus der Untersuchungshaft arbeitete sie im Kabelwerk Oberspree der AEG in Berlin. Es bildete sich eine illegale Jugendgruppe, die die Zeitung Das rote Kabel herstellte, die immer wieder die Heuchelei und Lügen der Nazipropaganda nachwies. Walter verteilte heimlich diese kommunistische Betriebszeitung in Schränken und auf den Werkbänken, kritisierte unsoziale Maßnahmen und setzte sich für – aufgrund ihrer jüdischen Herkunft entlassene – Arbeitskollegen ein. Sie wurde zudem im Werksportverein aktiv.
Im Frühjahr 1934 wurde sie erneut verhaftet, doch gelang es der Gestapo nicht, ihre Widerstandsaktivitäten nachzuweisen. Walter konnte durch die Solidarität ihrer Kollegen die Anschuldigungen abstreiten und ihre „illegale“ Arbeit fortsetzen.
Im Frühjahr 1935 wurde sie zur Landarbeit dienstverpflichtet und nach Wahlendow bei Wolgast (Landkreis Anklam) geschickt. Sie wurde zum „Vertrauensmädchen“ der dienstverpflichteten Landhelferinnen gewählt und setzte sich für die Einhaltung der Arbeitszeit, zumutbare Unterkünfte und ausreichendes Essen ein. In den Gesprächen mit den anderen Mädchen machte sie ihre Ablehnung der Naziherrschaft deutlich.
Am 9. Oktober 1935 wurde sie zum dritten Mal verhaftet. Nach schweren Misshandlungen in der Berliner Gestapo-Zentrale stürzte sie sich aus dem dritten Stock der Prinz-Albrecht-Straße 8 in einen Lichtschacht.

## Darstellung Greta Walters in der bildenden Kunst der DDR
- Manfred Eckelt: Porträt Grete Walter (1988, Öl auf Hartfaser, 79,5 × 59,8 cm; Museum Alte Lateinschule Großenhain)[1]

## Ehrungen

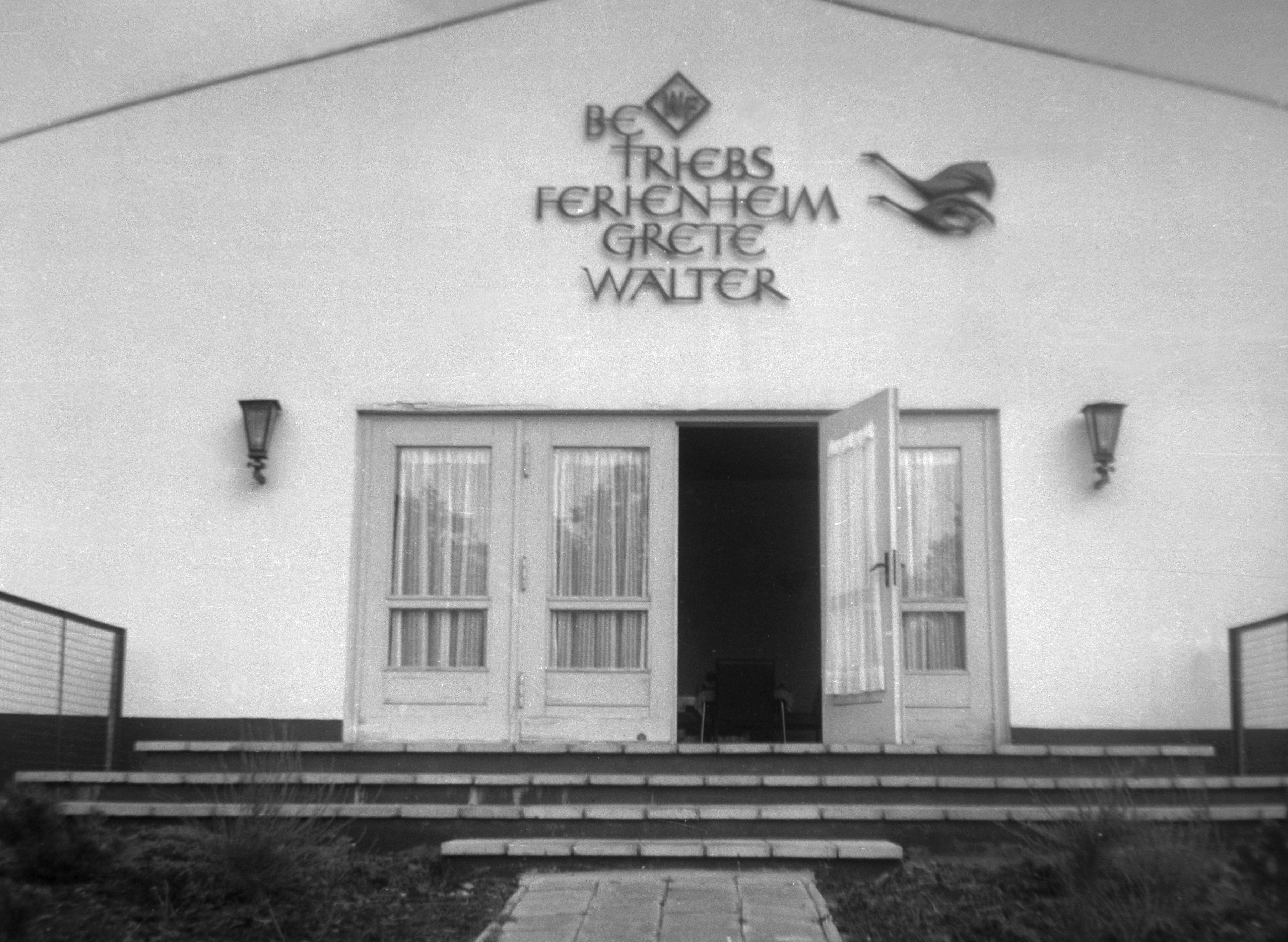
Eingang des Betriebsferienheims „Grete Walter“

- In Milz und Cottbus gibt es eine Grete-Walter-Straße und in Berlin-Prenzlauer Berg eine Margarete-Walter-Straße.[2] Eine weitere Grete-Walther-Straße  (fälschlich mit h geschrieben) existiert in der Magdeburger Börde in Schleibnitz; einem Ortsteil von Wanzleben.
- In Berlin-Weißensee, Geising, Georgenthal, Greifswald, Schwarzheide, Schwepnitz und Wustrow waren Polytechnische Oberschulen nach ihr benannt. Auf dem Schulhof der POS Grete Walter im Greifswalder Stadtteil Eldena befand sich zugleich ein Gedenkstein mit der Aufschrift „Den antifaschistischen Widerstandskämpfern“, der ihr zu Ehren am 4. Februar 1978 feierlich eingeweiht wurde. Mit dem Abriss des alten aus der zweiten Hälfte des 19. Jahrhunderts stammenden Schulgebäudes nach der deutschen Wiedervereinigung, wurde auch der Grete Walter-Gedenkstein entfernt. Auch trugen Kinderheime in Wismar und in Polvitz, die Jugendherberge in Stralsund sowie ein Zentrales Pionierlager in Sebnitz ihren Namen.
- Im VEB Kabelwerk Oberspree gab es eine FDJ-Grundorganisation Grete Walter.
- Das Werk für Fernsehelektronik Berlin-Oberschöneweide unterhielt in Neuhaus ein Betriebsferienheim Grete Walter.
- Ein Zubringertrawler der „Artur-Becker“-Baureihe erhielt ebenfalls ihren Namen.
- Am 14. November 2009 wurde auf Initiative der VVN-VdA durch den Kölner Künstler Gunter Demnig zur Erinnerung an sie ein Stolperstein vor ihrem letzten Wohnort in der Fuldastraße 12 in Berlin-Neukölln verlegt.[3]
- Im Jugendwerkhof Burg gab es eine Gruppe mit ihrem Namen.